# The Constant
"The Constant" er femte afsnit af fjerde sæson i den amerikanske tv-serie Lost og hele seriens 74. afsnit. Afsnittet blev sendt 28. februar 2008 på American Broadcasting Company og CTV. Det er skrevet af Carlton Cuse og Damon Lindelof, instrueret af Jack Bender, og centrerer sig om Desmond, der oplever en sideeffekt under han og Sayids tur væk fra øen.

## Plot
Desmond, Sayid og Frank fortsætter deres færd i helikopteren mod fragtskibet. Da de passerer gennem mørke tordenskyer oplever Desmond et mentalt skifte af hvad han oplever virkeligt, skudt tilbage til sin tid i det skotske militær. Turen i helikopteren husker han som en meget livlig drøm, men netop da hans mentale billede vender tilbage til "øen" mister han hukommelsen, kan ikke huske hvad der er sket og tror det er 1996. De kommer sikkert frem til fragtskibet, men Desmond oplever med øget frekvens skiftet mellem at være på fragtskibet og i 1996. Sayid kontakter Jack og de andre på øen, der har været bekymret længe, fordi der er gået et døgn, hvor der burde været gået godt 20 minutter, på turen. Desmond, der er blevet flyttet til kammer for syge, får Daniel i røret, og Daniel forklarer at Desmond ikke kan kende forskel på hvilken tid han lever i, fordi han ikke har en "konstant" i begge virkeligheder. Daniel fortæller at ved næste oplevelse tilbage i tiden, skal han finde Daniel på Oxford University i 96. Dette lykkedes, og Desmond giver informationer og bevis på hans kendskab til fremtidige begivenheder. Daniel har på Oxford succes med sit rotteeksperiment der bekræfter en bevidstheds rejse i tiden. På fragtskibet befinder sig også George Minkowski, der lider af det samme som Desmond. Med fysisk indsigt lykkedes det at synkronisere viden om Pennys telefonnummer mellem 2004 ("nutiden") og 1996. I radiorummet kontakter Desmond Penny, som han lovede hende for otte år siden, på netop juleaften. Det afsløres desuden at der har været kontakt mellem Penny og båden. Til sidst finder Daniel i sin dagbog, en note hvor han i 96 skrev at Desmond er hans "konstant."

## Trivia
- Telefonnumre i Londen bestod i 1996 ikke af så mange cifre, som Pennys gør. Det system blev først indført i 2000.
- Fans spekulerer i om Daniel bevidst sendte helikopteren i den forkerte retning, i håb om at Desmond fik sine bivirkninger og dermed mødte Daniel i fortiden. Daniel, ligesom Desmond, leder også efter sin "konstant"[2].

## Fodnoter
1. ↑  TVTID.DK Hentet 30. januar 2009
2. ↑  Lostpedia: Teorier om "The Constant"